# Aisone
Aisone är en ort och kommun i provinsen Cuneo i regionen Piemonte i Italien. Kommunen hade 220 invånare (2018).